# Louise Hartung
Louise Hartung (* 5. Januar 1905 in Münster; † 24. Februar 1965 in Berlin) war eine deutsche Sängerin und Pädagogin. Nach dem Zweiten Weltkrieg wirkte sie an führender Stelle im Berliner Hauptjugendamt maßgeblich beim Aufbau einer demokratischen Jugendarbeit mit. Sie initiierte zahlreiche progressive Initiativen des Amts, u. a. die „Montags-Lesekreise“. Hartung wurde der allgemeinen Öffentlichkeit 2016 durch die Veröffentlichung ihres mehrjährigen Briefwechsels mit ihrer Freundin Astrid Lindgren bekannt.

## Jugend, Ausbildung und Karriere als Sängerin
Louise Hartung war das jüngste von acht Geschwistern. Ihre Mutter starb bei ihrer Geburt. Drei ihrer Brüder fielen im Ersten Weltkrieg. Schon früh zeigte sich ihre musikalische Begabung. Nach der Schulzeit machte sie zunächst eine Gesangsausbildung für die klassische italienische Oper, gefolgt von musikalischem Kabarett und Liedern der deutschen Romantik. Nach Studienaufenthalten in Paris, Mailand und Berlin, u. a. als Schülerin der bekannten Opernsängerin Sara Cahier, zog sie 1925/26 endgültig nach Berlin.
In Berlin lernte Hartung eine Reihe führender Intellektueller und Künstler kennen, sie wurde Teil der Bohème in den Goldenen Zwanzigerjahren. Sie war mit der schwedischen Malerin und Kunstsammlerin Nell Walden befreundet, die lange Jahre gemeinsam mit ihrem damaligen Mann Herwarth Walden die Künstlerzeitschrift „Der Sturm“ herausgegeben hatte, sowie mit der Schauspielerin und Sängerin Lotte Lenya. 1928 wirkte sie in der Uraufführung der Dreigroschenoper von Bertolt Brecht und Kurt Weill mit. Hartung gab Konzerte und nahm mehrere Grammophonplatten auf.

## Zeit des Nationalsozialismus
Nach dem Reichstagsbrand im Februar 1933 unterstützte Hartung Kurt Weill bei seiner Emigration. Gemeinsam mit Selma Stern-Täubler vertrat sie ihn und Lenya bei der Regelung ihrer Scheidung im gleichen Jahr, da das Paar sich im Ausland befand. Lenya vermittelte Hartung 1933 eine Rolle in London am Savoy Theatre.
Nach ihrer Rückkehr nach Deutschland wurde sie aus der Reichstheaterkammer ausgeschlossen und bekam für mehrere Jahre ein Auftrittsverbot. Sie blieb in Berlin und hielt sich mit freiberuflichen Tätigkeiten als Fotografin am Rande der Kunstszene über Wasser. Einige Zeit konnte sie als Regieassistentin und Fotografin bei Lucie Höflich, Leiterin der Schauspielschule des Deutschen Theaters zu Berlin, arbeiten. Als sie wieder auftreten durfte, gab sie gemeinsam mit der Pianistin Hertha Klust Liederabende. Hartung und die Sopranistin Maria Schreker, mit der Hartung zusammenlebte, waren während des Kriegs gezwungen, an Wehrmachtskonzerten an der Front in der Sowjetunion und in Frankreich teilzunehmen, um ihre Auftrittserlaubnis nicht erneut zu verlieren.
Zusammen mit Schreker versteckte Hartung jüdische Freunde in ihrem gemeinsamen Haus in Potsdam und schützte in ihrem Wochenendhaus in Caputh ein Ehepaar vor der Deportation. Wie viele andere Frauen zum Kriegsende in Berlin erlitt sie sexuelle Gewalt durch Angehörige der Roten Armee.

## Nachkriegszeit
Nach Kriegsende war Hartung zunächst arbeitslos. 1947 wurde sie vom Magistrat von Berlin im Hauptamt Kunst angestellt. Bereits 1926 war sie in die SPD eingetreten; nun engagierte sie sich in der Lokalpolitik. So war sie von 1946 bis 1950 Landesparteitagsdelegierte, von 1946 bis 1950 sowie von 1953 bis 1954 Mitglied der Bezirksverordnetenversammlung. 1949/50 war sie Bezirksrätin für Jugend in Wilmersdorf und 1950 kandidierte sie für das Stadtparlament.
Mit ihrer beruflichen Arbeit trug sie maßgeblich zum Wiederaufbau der Kunstszene in Berlin bei. Anfangs spezialisierte sie sich auf den Bereich der klassischen Musik. Als Sachbearbeiterin, Fachgutachterin und Rednerin wirkte sie an der Gründung eines neuen Kammerorchesters, eines neuen Chors und eines Musikpreises mit. Sie organisierte Musikfestivals und Konzertreihen zur Förderung musikalischer Nachwuchstalente. 1949 übernahm sie die Leitung des Amts für Musik in Berlin.
Bei der Umstrukturierung der Berliner Kommunalverwaltung im Jahr 1951 mussten sich alle Angestellten erneut auf ihre Stellen bewerben. Zeitweilig wurde Hartung als künftige Senatorin für Volksbildung gehandelt, erhielt diese Führungsposition aber letztendlich nicht. Stattdessen bekam sie eine Stelle im Hauptjugendamt und war dort der SPD-Politikerin Ella Kay unterstellt. Mit diesem Wechsel fand Hartung ihre Berufung. Das Hauptjugendamt setzte eine Reihe progressiver Initiativen um, an denen Hartung maßgeblich beteiligt war. Sie baute die Betreuung der Kriegswaisen auf und etablierte eine professionelle Betreuung traumatisierter und krimineller Kinder. Sie baute die Leseförderung auf und rückte die Überwindung des Nationalsozialismus und der Rassendiskriminierung in den Vordergrund ihrer pädagogischen Arbeit. Hartung etablierte 1953 die „Montags-Lesekreise“, bei denen Kindern in ausgewählten Jugendzentren und Bibliotheken von Erwachsenen aus Kinderbüchern vorgelesen wurde. Das Gelesene wurde besprochen, die Kommentare niedergeschrieben und anschließend im Jugendamt ausgewertet. Obwohl Hartung eine geschätzte Mitarbeiterin und die Stellvertreterin von Ella Kay war, war die Zusammenarbeit mit ihrer Vorgesetzten nicht einfach. Laut Hartung stammten viele der kreativen Ideen des Berliner Jugendamts, die von anderen Jugendämtern in ganz Deutschland übernommen wurden, von ihr; dafür belobigt worden sei jedoch Kay.
Als Jugendamtsmitarbeiterin vertrat sie die Behörden in der FSK (Freiwillige Selbstkontrolle der Filmwirtschaft) und gehörte dem Prämierungsausschuss für den Kinder- und Jugendfilmpreis des Bundesministeriums an. Da Hartung gesundheitlich angegriffen war, lehnte sie mehrere Arbeitsangebote aus dem Ausland ab, unter anderem von der UN, die ihr die Leitung eines größeren Kinder- und Jugendprojekts angeboten hatte.
Louise Hartung starb 1965 mit sechzig Jahren an Krebs.

## Freundschaft mit Astrid Lindgren
Für die Leseförderung lud Hartung regelmäßig Schriftsteller ein und veranstaltete Lesungen. Mit mehreren Autoren war sie befreundet. Eine besondere Beziehung entstand mit Astrid Lindgren, die ihre Lieblingsautorin für Kinder war. Für das Hauptjugendamt Berlin hatte Hartung Astrid Lindgren im Herbst 1953 zu einer Lesung eingeladen. Während ihres Aufenthalts wohnte Lindgren in Hartungs Wohnung. Am letzten Tag zeigte Hartung Lindgren bei einer Autofahrt den zerbombten Teil Ostberlins, wo sie früher gewohnt hatte, was Lindgren zutiefst berührte. Dieser Aufenthalt bildete den Anfang einer engen, intellektuell anregenden und liebevollen Freundschaft. Bis zu Hartungs Tod trafen sich die beiden Frauen mehrere Male und schrieben einander mehr als 600 Briefe, wobei die längsten Briefe von Hartung stammten. Sie gab den Ton des Briefwechsels vor. Lindgrens Biograph Jens Andersen attestierte Hartung für Lindgren die Funktion eines „intellektuell herausfordernden Fensters in eine andere und größere Welt als die, in der Astrid sich täglich in Stockholm bewegte.“ Lindgren war fasziniert von Hartungs wechselhafter Lebensgeschichte.
Hartungs Briefe waren emotionsgeladen und romantisch, sie hatte sich in Lindgren verliebt. Fortlaufend schickte sie Pakete mit Blumensträußen und -zwiebeln, Büchern, Handschuhe, Obst oder auch ein Flugticket für eine Reise nach Berlin. Sie warb um Lindgren, obwohl sie in Berlin bereits eine Freundin hatte, die Ärztin und Psychotherapeutin Gertraud Lemke. Lindgren war aber nicht bereit, eine körperliche Beziehung, wie sie sich Hartung wünschte, einzugehen.
Insgesamt 620 Briefe der Korrespondenz (364 von Hartung, 256 von Lindgren) haben sich erhalten. 2016 veröffentlichten Jens Andersen und Jette Glargaard eine Auswahl der Briefe. 2017 erschien der Briefwechsel als Hörbuchfassung, gelesen von Eva Mattes und Oda Thormeyer. Der gewählte Titel „Ich habe auch gelebt!“ ist ein Zitat aus einem von Lindgrens Briefen von 1964. Die Herausgeber beschreiben den Briefwechsel als „faszinierendes, mehrschichtiges Doppelporträt zweier vielbeschäftigter, engagierter, intellektueller moderner Frauen“. Im deutschsprachigen Feuilleton, in dem die Veröffentlichung auf große Resonanz stieß, wurde vor allem Hartung als Entdeckung gefeiert. Sie sei der „weniger berühmte, aber interessantere Part“ des Briefwechsels. Meike Feßmann schrieb in der Süddeutschen Zeitung Hartungs Aussagen über Freundschaft und über die „Bedeutung von Wünschen, die man nicht aufgeben dürfe, auch wenn man um ihre Nicht-erfüllbarkeit wisse,“ sogar philosophisches Gewicht zu. Die Korrespondenz der beiden Frauen ist laut Die Presse ein Zeitdokument über das intellektuelle Leben der deutschen 1950er- und 1960er-Jahre und die Effekte des deutschen Wirtschaftswunders sowie ein Stück Berliner Zeitgeschichte vor dem und rund um den Mauerbau. Cornelia Geisser bezeichnete sie in der Berliner Zeitung als „Lehrstück in Herzensbildung“.
In Schweden dagegen wurde vereinzelt gefragt, ob derart intime Briefe veröffentlicht werden sollten. Jens Andersen sagte dem schwedischen Fernsehen, dass Passagen, in denen Hartung „völlig außer sich“ und verzweifelt sei, weil Lindgren keine Liebesbeziehung wollte, gestrichen worden seien. In der Veröffentlichung selbst werden die Auswahlkriterien aber nicht dargelegt.